# Opération Wieniec

La Kotwica, symbole de l'Armia Krajowa

L'opération Wieniec (polonais : Akcja Wieniec) est une série d'actions de sabotage de l'Armia Krajowa contre l'occupant nazi. Elle a lieu dans la nuit du 7 au 8 octobre 1942, ciblant l'infrastructure ferroviaire, autour de Varsovie. Des opérations similaires, visant à perturber les transports et communications allemande en Pologne occupée ont lieu dans les mois et les années suivantes, ciblant les chemins de fer, les ponts, les dépôts d'approvisionnement et les moyeux de transport, à proximité de centres importants comme Varsovie et Lublin.

## Histoire
Le 5 août 1942, le général Władysław Sikorski donne l'autorisation de lancer l'opération. Les préparatifs commencent aussitôt, sous les ordres du général Stefan Rowecki. Celui-ci décide que l'opération aura lieu dans la nuit du 7 au 8 octobre 1942. 40 hommes, répartis en huit équipes sont chargés de l'opération. Le but est de paralyser le transports ferroviaire dans la région de Varsovie.
Les huit équipes ont été réparties en deux commandos. Le premier, sous les ordres de Jozef Pszenny, se déploie sur la rive droite de la Vistule. Le second, sous les ordres de Zbigniew Lewandowski, se déploie sur la rive gauche de la rivière. Le commando de Pszenny, composée de quatre groupes, commence l'opération à 00h25, lorsque le groupe du sergent Waclaw Klosiewicz fait exploser les voies ferrées sur la voie de Varsovie à Malkinia. Deux minutes plus tard, le groupe du colonel Mieczyslaw Zborowicz fait sauter des rails sur un pont en béton près de Anin, sur la route de Varsovie à Deblin. À 01h10, le commando Pszenny fait sauter des rails sur le trajet Varsovie-Siedlce, près de Rembertów. Dans le même temps, le groupe du colonel Wladyslaw Babczynski fait sauter des rails sur le trajet Varsovie-Działdowo, au nord de Varsovie.
Le commando du colonel Lewandowskiego, également composé de quatre groupes, lance son action 90 minutes plus tard. À 02h10, les voies entre les stations de Varsovie Ouest et Varsovie Wlochy. Non loin de là, le groupe du colonel Leon Tarajkiewicz fait sauter des voies vers Radom. Le groupe d'Antonina Mijal composé uniquement de femmes, fait exploser les voies sur la route vers Piaseczno. Enfin, à 2h45, le groupe du colonel Stanislaw Gasiorowski détruit les rails sur la route vers Skierniewice.
À la suite de l'opération, le trafic ferroviaire dans la région Varsovie est interrompu pendant près de 12 heures. Aucune perte humaine n'est signale par les commandos. Craignant des représailles allemandes, l'Armia Krajowa présente l'opération comme le travail de commandos parachutistes soviétiques. Les Allemands s'en prennent néanmoins à la population civile. Le 15 octobre 39 détenus de la prison de Pawiak sont fusillés et 50 autres détenus sont pendus publiquement.

## Sources
- (en) Cet article est partiellement ou en totalité issu de l’article de Wikipédia en anglais intitulé « Operation Wieniec » (voir la liste des auteurs).